# Lionel Jaffredo
Pour les articles homonymes, voir Jaffredo.
Lionel Jaffredo est un arbitre français et observateur de la Fédération française de football né le 6 juillet 1970 à Vannes.

## Biographie
Il était inscrit comme arbitre Fédéral 1 du 1er juillet 2006 à la fin de saison 2016 - 2017. Il a également arbitré plusieurs rencontres de Ligue Europa et de Ligue des champions, la première étant le 5 août 2009 à l'occasion d'un match entre le NK Maribor et le FC Zürich. Le 15 mars 2015, lors de la rencontre Bordeaux - PSG pour la 29e journée de Ligue 1, il ne siffle pas une prise de balle à la main de Cédric Carrasso à la suite d'une passe en retrait de Lamine Sané. Cela entraînera la colère de Zlatan Ibrahimović qui, après le match, tiendra des propos insultants envers l'arbitre français. Il est depuis la saison 2018-2019 observateur de la Fédération et arbitre assistant vidéo.

## Statistiques
| Saison    | Compétitions      | Nbre de matchs | Cartons jaunes | Cartons rouges |
| --------- | ----------------- | -------------- | -------------- | -------------- |
| 2006-2007 | Coupe de la Ligue | 1              | 4              | 0              |
| 2006-2007 | Ligue 1           | 17             | 56             | 2              |
| 2006-2007 | Ligue 2           | 5              | 16             | 0              |
| 2007-2008 | Coupe de la Ligue | 1              | 3              | 0              |
| 2007-2008 | Ligue 1           | 19             | 64             | 5              |
| 2007-2008 | Ligue 2           | 6              | 21             | 2              |